# Jana Walerjewna Smerdowa
Jana Walerjewna Smerdowa (russisch Яна Валерьевна Смердова, international nach englischer Transkription Yana Smerdova; * 7. Februar 1998) ist eine russische Geherin, die – als „Autorisierter Neutraler Athlet“ startend – bisher zwei größere Erfolge verbuchen konnte.

## Karriere
Jana Smerdowa konnte in ihrer sportlichen Laufbahn bislang zwei Medaillen bei internationalen Wettbewerben erringen. So feierte sie 2017 bei den U20-Europameisterschaften im italienischen Grosseto mit einer Zeit von 47:19,69 min den Gewinn der Goldmedaille im 10-Kilometer-Gehen vor der Deutschen Teresa Zurek (47:33,20 min) und der Türkin Meryem Bekmez (48:33,88 min). 2019 konnte sich Smerdowa zudem im 20-Kilometer-Gehen der U23-Europameisterschaften in Gävle, Schweden, in 1:35:58 h hinter der zweitplatzierten Polin Olga Niedziałek (1:35:54 h) und der Goldmedaillengewinnerin Ayşe Tekdal aus der Türkei (1:34:47 h) Bronze sichern.